# Leon C. Bouman
Leonardus Carolus (Leon C.) Bouman (Den Bosch, 2 december 1852 – Nijmegen, 24 april 1919) was een Nederlands muzikant.

## Levensloop
Bouman werd geboren binnen het gezin van muzikant Gijsbert Willem Bouman en Catharina Elisabeth van der Hagen. Vader (1803-1886) uit Kerkdriel was muzikant in militaire korpsen, hij was vrijwilliger in het leger en vestigde zich in Den Bosch. Meerdere kinderen uit dit huwelijk zouden in de muziek verdergaan. Zo werd Antoon Bouman cellist.
Leons muzikale opleiding begon bij zijn vader en halfbroers Hendrik Petrus Bouman en Carel Bouman (Carolus Leonardus Bouman). Later volgden lessen bij abt Nicolaas Adrianus Jansen en Richard Hol in Utrecht. Hij bekwaamde zich daarbij in het bespelen van viool, piano, kerkorgel en compositieleer. Vanaf 1874 begon hij muzieklessen te geven, drie jaar later was hij muziekdocent aan de rijkskweekschool in Den Bosch. Hij werd in 1879 organist in de plaatselijke Sint-Jozefkerk. In 1881 werd hij directeur van het koor van de Sint Catharinakerk. Samen met broer Martin Bouman startte hij een eigen piano-opleiding (De Pianoschool der Gebroeders Bouman) in 1884. Daarna was hij nog enige tijd directeur van een gemengd koor en van liedertafel Oefening en Uitspanning. Hij was ook te vinden in het muziekleven van Tilburg. De kweekschool verhuisde naar Nijmegen en Bouman verhuisde mee. In en om Nijmegen was hij weer betrokken bij het muziekleven. Hij was in 1894 een van de  medeoprichters van de Nijmeegse afdeling van de Maatschappij tot bevordering van de Toonkunst. Van 1898 tot 1907 was hij dirigent van het Nijmeegse Toonkunstkoor. Ook was hij betrokken bij de muziekschool Toonkunst uit Arnhem, mannenkoor Aurora uit Arnhem, Cantum Domini uit Nijmegen maakten van zijn diensten gebruik. Met koor Aurora won hij zelfs een zangconcours in Amsterdam (1907).
Naast het verzorgen van muziekopleidingen, was hij ook terug te vinden op de concertpodia. Daarbij schuwde hij niet de grote werken van “grote” componisten uit te voeren. Zo was hij betrokken bij uitvoeringen van werken van Richard Wagner, Franz Liszt en Hector Berlioz. Hij had voorts uitvoeringen gepland van de toen opkomende componist Alphons Diepenbrock, die zijn vriend was uit de Bosche periode. Vanaf 1907 moest hij het vanwege gezondheidsklachten rustiger aan doen, maar werd in 1909 toch leider van de Nijmeegsche Orkestvereeniging. Hij was in 1917 lid van de commissie ter afscheid van Peter van Anrooy als dirigent van de A.O.V. Na zijn overlijden werd hij herdacht tijdens een concert van de Arnhemsche Orkest Vereniging door in Nijmegen tijdens een concert de Marche funèbre van Frederic Chopin te spelen. Peter van Anrooy schreef een necrologie in De Vereenigde Tijdschriften Caecilia 1919.
Bouman is samen met muziekvrienden in 1911 per tekening vastgelegd door Jan Toorop
Tussen al die werkzaamheden vond hij nog tijd om enige muziekwerken op papier te zetten (opus 8, 9 en 10 verschenen ook in Duitsland bij een uitgeverij in Leipzig):
- opus 1; Drie Lieder, voor zangstem met pianobegeleiding; teksten van Heinrich Heine
- uitgevoerd in 1877 in Den Bosch
- opus 2: Romance voor cello (of viool) en piano
- opus 3: Alma Redemptoris Mater, voor mannenkoor, bariton en piano
- opus 4: Twee Nederlandse liederen voor alt of bariton met pianobegeleiding
- opus 5: Camera Obscura, twintig korte pianostukken (1898)
- opus 6: Twee balladen voor zangstem met pianobegeleiding
- opus 7: Drie Nederlandse liederen voor zangstem met pianobegeleiding
- opus 8: Drie fantasiestukken voor piano en viool
- opus 9: Drie gedichten voor zangstem met pianobegeleiding, tekst van Amorides
  - Du warst so schön, Wenn mich einmal alzu frühe
  - Denk’ an ich
  - Auf die Erde senkt das Mondlicht
- opus 10: Drei Gedichte, voor mezzosopraan met pianobegeleiding, tekst van Rob. Hamerling
  - Die Sterne: Tausen gold’ne Sterne winken
  - O Lotosblume, Schwan der Blumenwelt
  - Die Lerche; Es ziehen die Wolken
- opus 11: Feestmarsch met het Bosch’ volkslied ter gelengeheid van het 700-jarig bestaan van de stad, voor pianosolo
- opus 12: Twee kerstliederen, voor zangstem en drie mannenstemmen ad. lib.
- opus 13: Twee tweestemmige kinderliederen zonder begeleiding
- opus 14: Twee stukken voor mannenkoor
- opus 15: Twee stukken voor gemengd koor
- opus 16: Litaniae de B.M.V. voor koor en orgel
- opus 17.1: Ecce sacerdos magnus, voor vier gelijke stemmen en solo met orgel ad. Lib.
- opus 17.2: In paradisum, voor vier gelijke stemmen en orgel
- opus 18: Brabants trouw, voor mannenkoor en bariton, tekst Jan van der Lans (1895), te spelen tijdens een bezoek van Emma van Waldeck-Pyrmont en Wilhelmina der Nederlanden aan Den Bosch
- opus 19: Het eerste samenspel voor vier violen of twee violen, altviool en cello
- opus 23: Harmonie, voor mannenkoor, tekst van H. Binger